# Chlorocypha pyriformosa
Chlorocypha pyriformosa är en trollsländeart som beskrevs av Fraser 1947. Chlorocypha pyriformosa ingår i släktet Chlorocypha och familjen Chlorocyphidae. IUCN kategoriserar arten globalt som livskraftig. Inga underarter finns listade i Catalogue of Life.